# Hesperophanini
Hesperophanini — триба усачей из подсемейства настоящих усачей.

## Морфология

### Имаго
Жуки длиной от 11 до 20 мм. Голова сильно приближена к основанию верхних челюстей, щёки очень короткие, их наименьшая длина равна одному или самое большее двум диаметрам фасетки глаза. Задние бёдра к вершине постепенно утолщены, не булавовидные.

### Личинки
Восьмой стернит брюшка в задней половине по бокам с желтоватым овальным пятном, косо расположенным в углублении, окружённым отдельными волосками.

### Куколки
Длиной до 14 мм. Голова короткая, глаза придвинуты к основанию верхних челюстей. Седьмой тергит брюшка в задней трети глянцевидный, голый, без шипиков, впереди резко вытянутый, в крупных шипиках, которые сидят на оттянутом кожистом основании. Усики на вентральной стороне полукольцевидно загнутые.

## Систематика
В составе трибы:
- род: Aesiotyche Pascoe, 1865
- род: Africophanes Sama, 1991
- род: Alastos Napp & Martins, 1982
- род: Anatinomma Bates, 1892
- род: Anoplomerus Guérin-Méneville, 1844
- род: Aspitus Kolbe, 1893
- род: Austranoplium Chemsak & Linsley, 1963
- род: Austrophanes Chemsak & Linsley, 1963
- род: Blabinotus Wollaston, 1854
- род: Brittonella Fisher, 1932
- род: Brothylus LeConte, 1859
- род: Cacophrissus Bates, 1885
- род: Catoptronotum Zajciw, 1959
- род: Cerasphorus Audinet-Serville, 1834
- род: Cetimaique Martins & Galileo, 1999
- род: Cidugala Aurivillius, 1908
- род: Corupella Martins & Napp, 2007
- род: Crinarnoldius Lepesme & Breuning 1956
- род: Dubiefostola Tavakilian & Monné, 1991
- род: Eburiomorpha Fisher, 1935
- род: Eucrossus LeConte, 1873
- род: Eusapia Gounelle, 1909
- род: Garissa Quentin & Villiers, 1979
- род: Garnierius Adlbauer, 2001
- род: Gastrophacodes Lea, 1916
- род: Gnatholea Thomson, 1860
- род: Grammicosum Blanchard in Orbigny, 1843
- род: Haplidus LeConte, 1873
- род: Hesperanoplium Linsley, 1957
- род: Hespereburia Tavakilian & Monné, 1991
- род: Hesperophanes Dejean, 1835
- род: Hesperophanoschema Zajciw, 1970
- род: Hesperophymatus Zajciw, 1959
- род: Heteraneflus Chemsak & Linsley, 1963
- род: Hololeprus Gerstäcker, 1884
- род: Lasiophanes Aurivillius, 1916
- род: Limernaea Thomson, 1878
- род: Liosteburia Tavakilian & Monné, 1991
- род: Liostola Zajciw, 1962
- род: Malobidion Schaeffer, 1908
- род: Meganoplium Linsley, 1940
- род: Megosmidus Hovore, 1988
- род: Nesophanes Chemsak, 1967
- род: Nortia Thomson, 1864
- род: Ochrus Lacordaire, 1869
- род: Oebarina Pascoe, 1866
- род: Oemophanes Adlbauer, 2001
- род: Oraphanes Chemsak & Linsley, 1984
- род: Osmidus LeConte, 1873
- род: Paracorupella Martins & Galileo, 2009
- род: Paraliostola Tavakilian & Monné, 1991
- род: Parandraceps Giesbert, 1998
- род: Penichroa Stephens, 1839
- род: Perilasius Bates, 1880
- род: Phacodes Newman, 1840
- род: Phrynocris Bates, 1867
- род: Phymatioderus Blanchard in Orbigny, 1843
- род: Potiaete Martins & Galileo, 1999
- род: Pufujia Holzschuh, 1995
- род: Rusapeana Adlbauer 1995
- род: Sotira Pascoe, 1885
- род: Stromatiodes J. Thomson, 1878
- род: Stromatium Audinet-Serville, 1834
- род: Swaziphanes Adlbauer, 2002
- род: Tetropiopsis Chobaut, 1899
- род: Thecladoris Gounelle, 1909
- род: Tippmannia Monné, 2006
- род: Tomentophanes Adlbauer, 2004
- род: Trichoferus Wollaston, 1854
- род: Tropicophanes Sama, 1991
- род: Turcmenigena Melgunov, 1894
- род: Tylonotus Haldeman, 1847
- род: Vilchesia Cerda, 1980
- род: Xeranoplium Linsley, 1957
- род: Xuthodes Pascoe, 1875
- род: Zamodes LeConte, 1873
- род: Zathecus Bates, 1867
- род: Zoodes Pascoe, 1867